# Fierbinți-Târg
Fierbinți-Târg ist eine Kleinstadt im Kreis Ialomița in Rumänien. 

## Geographische Lage

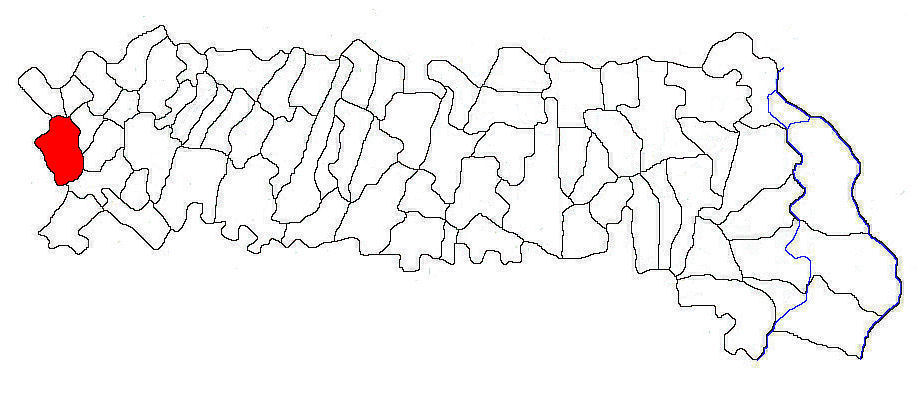
Lage von Fierbinți-Târg im Kreis Ialomița

Fierbinți-Târg liegt am Rand der Bărăgan-Steppe – einem Teil der Walachischen Tiefebene – am rechten Ufer des Flusses  Ialomița an der Bahnstrecke von Bukarest nach Urziceni und der Kreisstraße (Drum județean) DJ101. Die Kreishauptstadt Slobozia befindet sich etwa 80 km östlich, die Landeshauptstadt Bukarest ca. 35 km südwestlich.

## Geschichte
Die ältesten archäologischen Funde auf dem Gebiet der heutigen Stadt stammen aus dem 2. Jahrhundert v. Chr. Fierbinți-Târg wurde 1622 erstmals urkundlich erwähnt. Ende des 17. Jahrhunderts besaß der walachische Fürst Mihai Viteazul hier Ländereien, im 18. und 19. Jahrhundert die Adelsfamilie Ghica. 2004 wurde der Ort zur Stadt erklärt.
1943 erhielt Fierbinți-Târg durch den Bau der Strecke von Bukarest nach Făurei Anschluss an das rumänische Eisenbahnnetz.
Die wichtigsten Erwerbszweige sind die Landwirtschaft, die Lebensmittelverarbeitung und der Handel.

## Bevölkerung
1930 lebten auf dem Gebiet der heutigen Stadt etwa 5850 Bewohner, darunter etwa 50 Roma; die übrigen waren Rumänen. Bei der Volkszählung 2002 wurden 5253 Einwohner gezählt, darunter 5232 Rumänen, 18 Roma, zwei Magyaren und ein Türke. Nur etwa 1300 lebten in Fierbinți-Târg selbst, die übrigen in den drei eingemeindeten Ortschaften.

## Sehenswürdigkeiten
- Kloster Căldărușani (17. Jahrhundert), etwa 10 Kilometer westlich
- Stausee Dridu
- Kirche Sf. Maria (1754) im Ortsteil Grecii de Jos